# Bibelmuseum Wuppertal

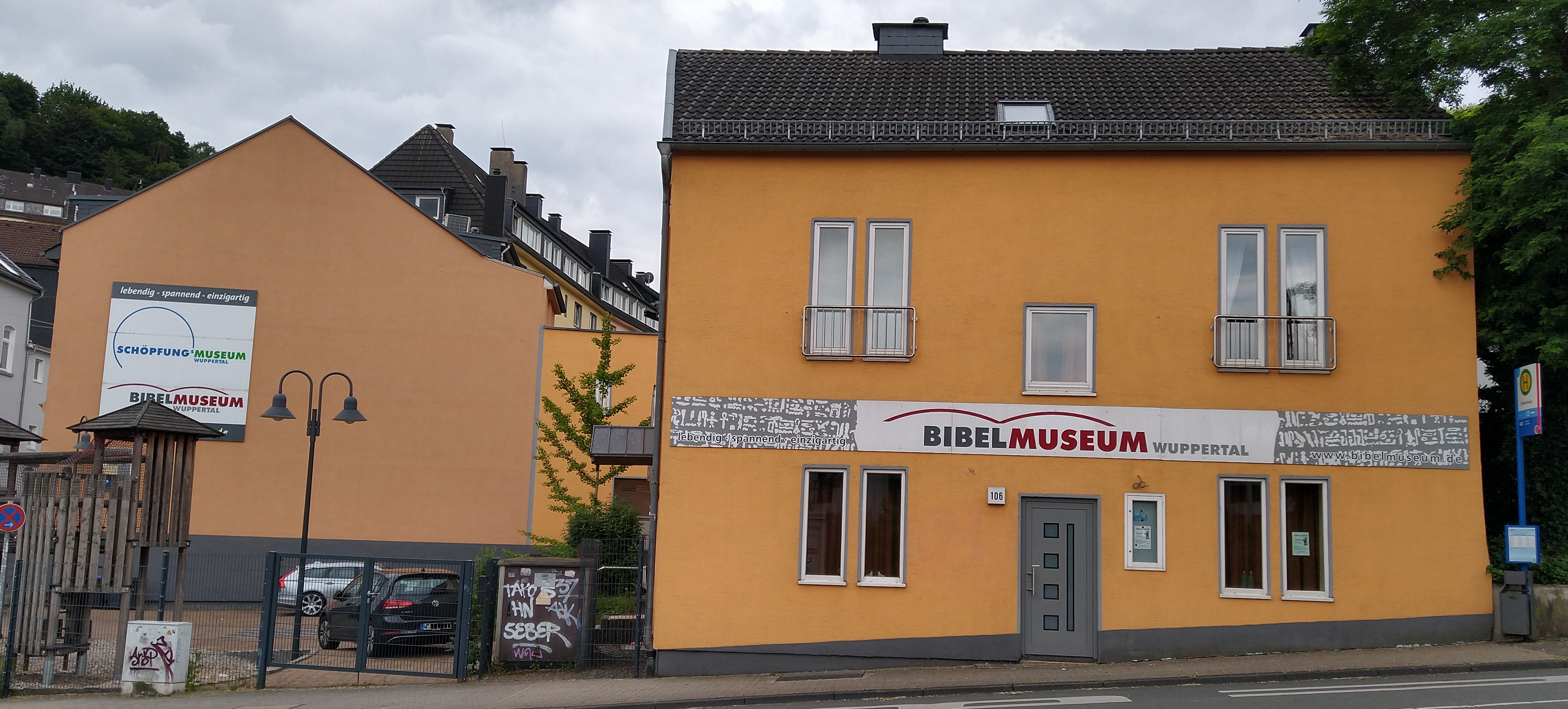
Frontalansicht des Bibelmuseums Wuppertal im Juni 2020

Das Bibelmuseum Wuppertal an der Bendahler Straße in Wuppertal ist ein freikirchliches Bibelmuseum. Seine Räumlichkeiten wurden 2008 erweitert und umfassen neben dem früheren Hauptgebäude an der Ecke Bendahler Straße / Wolkenburg nun auch die unmittelbar angrenzenden Gebäude in der Bendahler Straße 58–60.

## Trägerschaft
Träger ist der Verein Museum für Bibelgeschichte e. V. unter Leitung von Stefan Drüeke. Er hat die Einrichtung, die sich als „Bibel- und Schöpfungsmuseum“ versteht, 2001 mit Freunden gegründet. Drüeke ist auch als Mitarbeiter an der von CSV Hückeswagen vertriebenen Elberfelder Übersetzung Edition CSV Hückeswagen bekannt, einer revidierten Elberfelder Bibel, und steht der bibeltreu-fundamentalistischen Brüderbewegung nahe, deren Auffassungen auch die inhaltliche Ausrichtung des Museums bestimmen. Der Museumsträger hat nichts mit dem Bibelzentrum Wuppertal zu tun, das in der Trägerschaft des Evangelischen Bibelwerks im Rheinland steht und dessen Haus in der Rudolfstraße 135 eine eigene Dauerausstellung zur Geschichte der Bibel zeigt.

## Ausstellung
Das Bibelmuseum Wuppertal zeigt Exponate zur Geschichte der Bibel:
- die Geschichte der Schreibkunst in der Antike: Keilschrifttafeln, Hieroglypheninschriften, Papyrusfragmente, Entstehung des Alphabets
- historische Funde mit biblischem Hintergrund (Siloah-Inschrift, Mescha-Stele usw.)
- die Überlieferung des hebräischen Tanach: die Jesajarolle und weitere Schriftrollen vom Toten Meer als Faksimile sowie andere alte Handschriften im Original
- das griechische Neue Testament am Beispiel von Faksimiles (z. B. Codex Vaticanus, Codex Sinaiticus) und Originalen
- die lateinische Übersetzung der Bibel (Vulgata) mit verschiedenen Originalen und Faksimiles
- Sammlung von bebilderten mittelalterlichen „Armenbibeln“ (Biblia pauperum)
- die Gutenberg-Bibel mit hölzerner Druckpresse in Originalgröße
- die Geschichte der deutschen Bibel (u. a. „Die Bibel im Tal der Wupper“)
- Sammlung von Bibeln in über 1600 Sprachen

Außerdem gibt es mehrere Ausstellungsräume, die sich aus kreationistischer Sicht mit Erdgeschichte, Schöpfung und Sintflut beschäftigen. „Umfangreiche Fossiliensammlungen mit Terrarien und Aquarium helfen, das Schöpferhandeln Gottes staunend zu erfahren.“
Die Studiengemeinschaft Wort und Wissen hatte zeitweilig einen Raum zum Thema Biblische Archäologie angemietet und gestaltet.